# 安德烈-乔治·奥德里古
安德烈-乔治·奥德里古（法語發音：[ɑ̃dʁe ʒɔʁʒ odʁikuʁ]；1911年1月17日—1996年8月20日）是法国的语言学家、植物学家和人类学家。他1931年毕业于法国国立农业学院，1932年到1935年赴苏联留学，从事农业技术历史的研究。
他1940年进入法国科学院植物学研究所，后来1945年离开这个研究所而进入语言学研究所。他同时研究罗曼语族语言的历史语音学和亚洲的语言。所以1948年去越南整理法国远东学院的河内图书馆。他发现越南语和上古汉语声调的起源，并开始进行原始壮侗语的构拟。